# Quewin Nortje
Quewin Nortje (14 de janeiro de 2003) é um jogador de rugby sul-africano, que joga na posição de back.

## Carreira
Nortje foi nomeado para o time do Blue Bulls para a Currie Cup Premier Division de 2022. Ele fez sua estreia pelo Blue Bulls na 14ª rodada da Currie Cup Premier Division de 2022 contra o Free State Cheetahs.
Nortje foi convocado para o time sul-africano de Sevens para a temporada de 2024, fazendo sua estreia no Dubai SVNS em 2 de dezembro de 2023 contra Samoa. Ele também foi um dos doze convocados para os Jogos Olímpicos de Verão de 2024.